# Sidi Abed
Sidi Abed (em árabe: سيدي عابد) é uma comuna localizada na província de Tissemsilt, Argélia. Sua população estimada em 2008 era de 5 213 habitantes.